# ヒメウスノキ
ヒメウスノキ（姫臼の木、学名：Vaccinium yatabei）はツツジ科スノキ属の落葉小低木。別名、アオジクスノキ。

## 特徴
高さは10-30cmになる。若い茎は鮮緑色で、著しい4稜があり、芽ごとにジグザグに曲がる。葉は長さ0.3-1mmの葉柄をもって互生する。葉身は卵円形で、長さ1-2.5cm、幅0.7-1.5cmになり、薄い紙質で、先端はとがり、基部は鋭形または円形、縁には内側に鉤状に曲がった鋸歯がある。葉の表面の脈上と裏面全体に短毛がまばらに生える。
花期は5-6月。葉が展開する前に、新枝の基部に1個の花をつける。萼筒は皿形で先端は輪状に開き、縁の裂片は不規則な凹凸になる。花冠は緑白色で、長さ4mmあり、つぼ形で先端は浅く5裂し、先は鈍く反曲する。雄蕊は10本ある。果実は径8mmの角ばった倒卵状球形の液果で、鮮紅色に熟し食用になる。果実の先端は浅くへこむ。

## 分布と生育環境
本州の中部地方以北に分布し、亜高山帯の林縁や針葉樹林下に生育する。

## ギャラリー
- 葉には鉤状の鋸歯がある。
- 果実は液果で鮮紅色に熟す。